# National Road 68
La National Road 68 (N68) è una strada irlandese nazionale di livello secondario che collega Ennis a Kilrush nella contea di Clare nel centro-ovest della Repubblica d'Irlanda.
La strada prende origine a Ennis distaccandosi dalla N85 e prosegue successivamente verso Sud-Ovest fino a confluire nella N67 nei pressi di Kilrush. 
La strada è percorsa interamente dalla linea R335 del servizio locale TFI Local Link.